# Hlybokae
Hlybokae (in bielorusso Глыбо́кае?; in russo Глубо́кое?, Glubokoe; in polacco Głębokie) è una città della Bielorussia.

## Amministrazione

### Gemellaggi
La città è gemellata con:
- Utena